# Landschaftsschutzgebiet Talräume der Kleinen Henne zwischen Meschede und Löttmaringhausen
Das Landschaftsschutzgebiet Talräume der Kleinen Henne zwischen Meschede und Löttmaringhausen mit 9,2 ha lag im Stadtgebiet von Meschede und im Hochsauerlandkreis. Das Gebiet wurde 1994 mit dem Landschaftsplan Meschede durch den Kreistag des Hochsauerlandkreises als Landschaftsschutzgebiet (LSG) ausgewiesen. Es war von 1994 bis 2020 eines von 102 Landschaftsschutzgebieten in der Stadt Meschede. In der Stadt gab es ein Landschaftsschutzgebiet vom Typ A, 51 Landschaftsschutzgebiete vom Typ B und 50 Landschaftsschutzgebiete vom Typ C. Das Landschaftsschutzgebiet Talräume der Kleinen Henne zwischen Meschede und Löttmaringhausen wurde als Landschaftsplangebiet vom Typ C, Wiesentäler, ausgewiesen und lag im Naturpark Sauerland-Rothaargebirge. Seit 2020 gehört die Fläche zum Landschaftsschutzgebiet Unteres Hennetalsystem.

## Beschreibung
Das LSG lag zwischen Meschede und Löttmaringhausen. Das LSG bestand aus zwei Teilflächen. Im LSG befanden sich der Bach Kleine Henne mit Grünland in der Flussaue. Das LSG grenzte im Westen teilweise direkt an die L 740.

## Schutzvorschriften
Wie in den anderen Landschaftsschutzgebieten vom Typ C im Landschaftsplangebiet Meschede besteht in diesem LSG ein Umwandlungsverbot von Grünland und Grünlandbrachen in Acker oder andere Nutzungsformen. Eine Erstaufforstung und eine Anlage von Weihnachtsbaumkulturen ist verboten. Eine maximal zweijährige Ackernutzung innerhalb von zwölf Jahren ist erlaubt, falls damit die Erneuerung der Grasnarbe vorbereitet wird. Dies gilt als erweiterter Pflegeumbruch. Beim erweiterten Pflegeumbruch muss ein Mindestabstand von fünf Metern vom Mittelwasserbett eingehalten werden.

## Schutzzweck
Die Ausweisung erfolgte zur Ergänzung der Naturschutzgebiets-Ausweisung von Meschede um ein Offenlandbiotop-Verbundsystem zu schaffen, damit Tiere und Pflanzen Wanderungs- und Ausbreitungsmöglichkeiten behalten, und dem Erhalt der Vorkommen geschützter Vogelarten sowie dem Schutz artenreicher Pflanzengesellschaften.